# April Grace
April Grace es una actriz estadounidense.
A principios de 1990, Grace realiza un papel en Star Trek: The Next Generation. Apareció en la película de 1999 Magnolia. Ha aparecido en series de televisión como Lost como el personaje de Klugh. En 2007, Grace apareció en Soy leyenda.

## Filmografía
- The X-Files (1995)
  - "The List" ... como Danielle Manley
- Bean (1997) ... como Enfermera Pans
- Chicago Cab (aka Hellcab) (1997) ... como Shalita
- Waterproof (1999) ... como Tyree Battle
- Magnolia (1999) ... como Gwenovier
- Finding Forrester (2000) ... como Ms. Joyce
- Inteligencia artificial (2001) ...
- Boomtown (2002) ...
- The O.C. (2003)
- Dark Angel (2003)...como Ms. Diamond (1 episodio)
  - "The Rescue" ... como Ms Dr. Burke
- The Stronger (2004)
- Joan de Arcadia (2004) ... como Toni Williams
- Constantine (2005) ... como Dr. Leslie Archer
- Lost (2006, 2007)
  - "Enter 77" ... como Ms Klugh
  - "Live Together, Die Alone" ... como Ms Klugh
  - "Three Minutes" ... como Ms Klugh
- The Lost Room ... como Detective Lee Bridgewater
- Behind Enemy Lines 2: Axis of Evil (2006) ... como Ellie Brilliard
- Midnight Son (2007) ... como Virginia Hall
- Soy leyenda (2007) ... como reportera
- Grey's Anatomy (2008) ... como la hermana de Greta
- Fame (2009)...como la madre de Denise
- Lie to Me (2009) ... como Agente
- American Horror Story (2011)